# Браунингия
Браунингия (лат. Browningia) — род растений семейства Кактусовые (Cactaceae) произрастающий на территории Колумбии и Перу.

## Название
Род назван в честь бывшего директора Английского института Сантьяго-де-Чили У. Э. Браунинга (W. E. Browning, 1869–1942).

## Описание
Род включает в себя кустовидные или древовидные виды кактусов, обычно колонновидной формы. Они часто достигают высоты 10 м и имеют диаметр цилиндрических стеблей до 50 см. На их многочисленных невысоких ребрах располагаются крупные ареолы, которые в зоне роста могут быть колючими, а в репродуктивной зоне почти или полностью голыми.
Ночью раскрываются цветки различного цвета от белого до фиолетового, в виде трубчатых или колокольчатых цветков, с изогнутой цветочной трубкой. Плоды и семена обычно маленькие.

## Таксономия
Browningia Britton & Rose, первое упоминание в Cact. 2: 63 (1920).

### Синонимы
Гетеротипные (основанные на разных номенклатурных типах):
- Azureocereus Akers & H.Johnson, 1949
- Gymnanthocereus Backeb., 1937
- Gymnocereus Rauh & Backeb., 1956 publ. 1957

### Виды
Подтвержденные виды по данным сайта Plants of the World Online на 2023 год:
- Browningia altissima (F.Ritter) Buxb.
- Browningia amstutziae (Rauh & Backeb.) Hutchison ex Krainz
- Browningia candelaris (Meyen) Britton & Rose — Браунингия свечевиднаяtypus
- Browningia chlorocarpa (Kunth) W.T.Marshall
- Browningia columnaris F.Ritter
- Browningia hernandezii Fern.Alonso
- Browningia hertlingiana (Backeb.) Buxb. — Браунингия Хертлинга
- Browningia macracantha (F.Ritter) Wittner
- Browningia microsperma (Werderm. & Backeb.) W.T.Marshall
- Browningia pilleifera (F.Ritter) Hutchison
- Browningia utcubambensis Hutchison ex Wittner

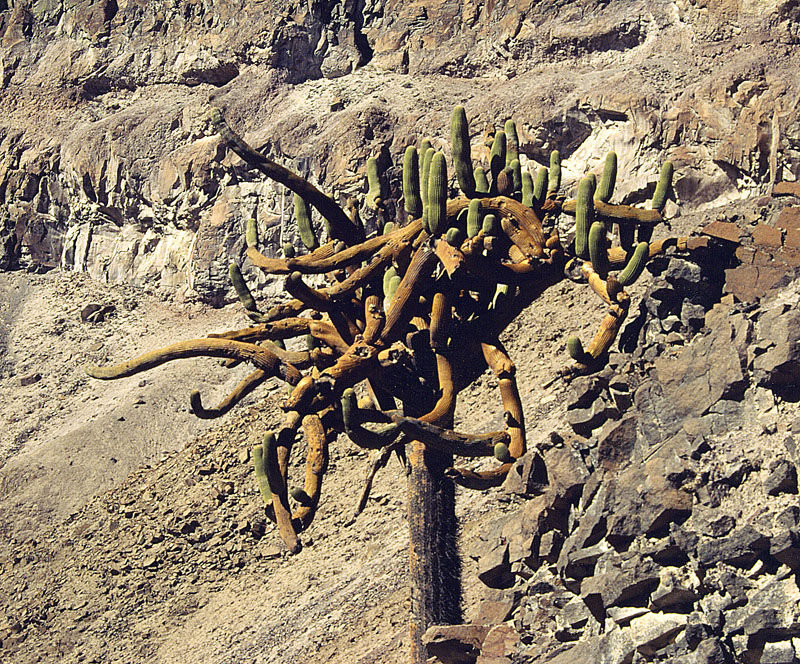
Browningia candelaris
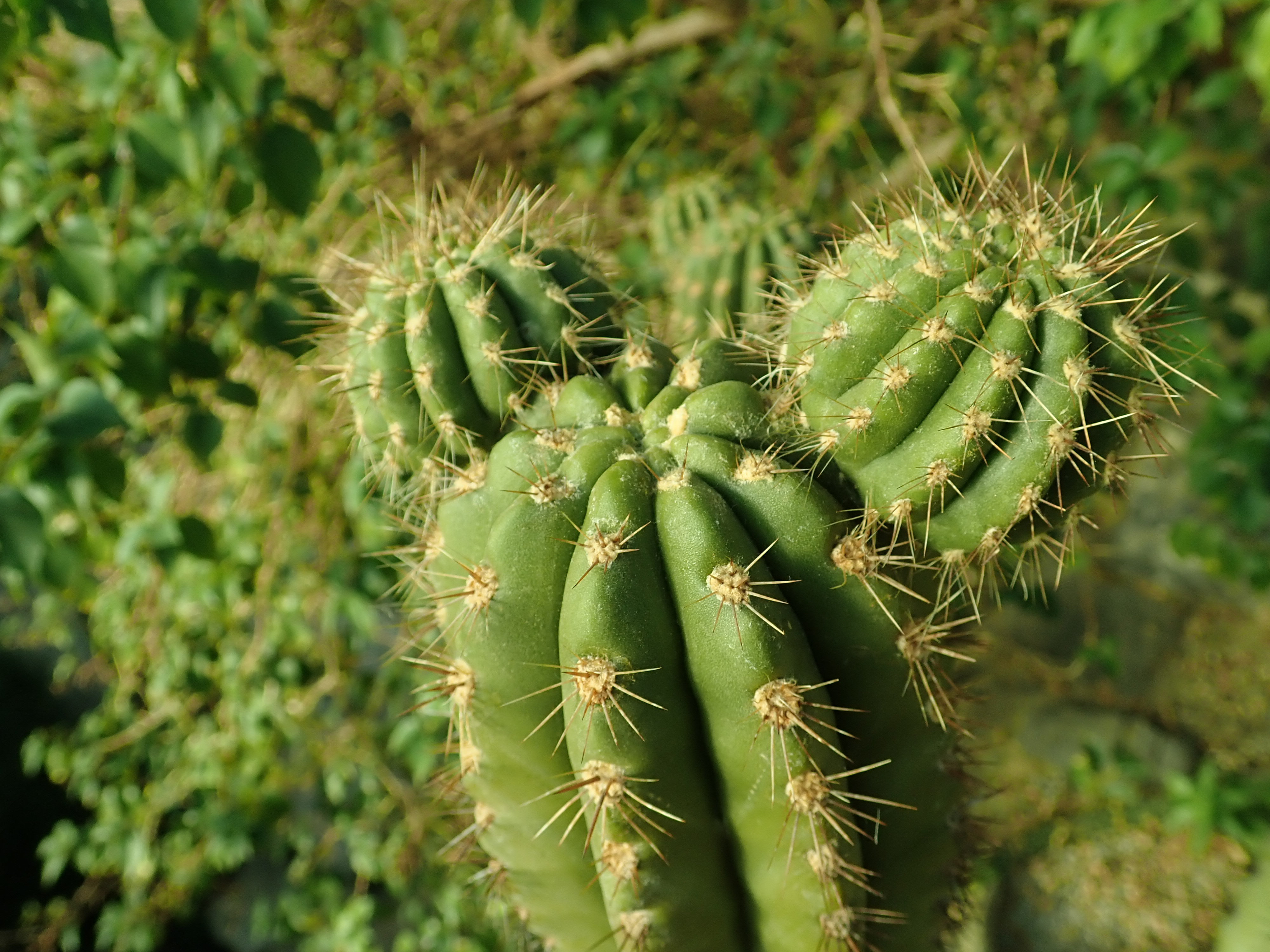
Browningia chlorocarpa
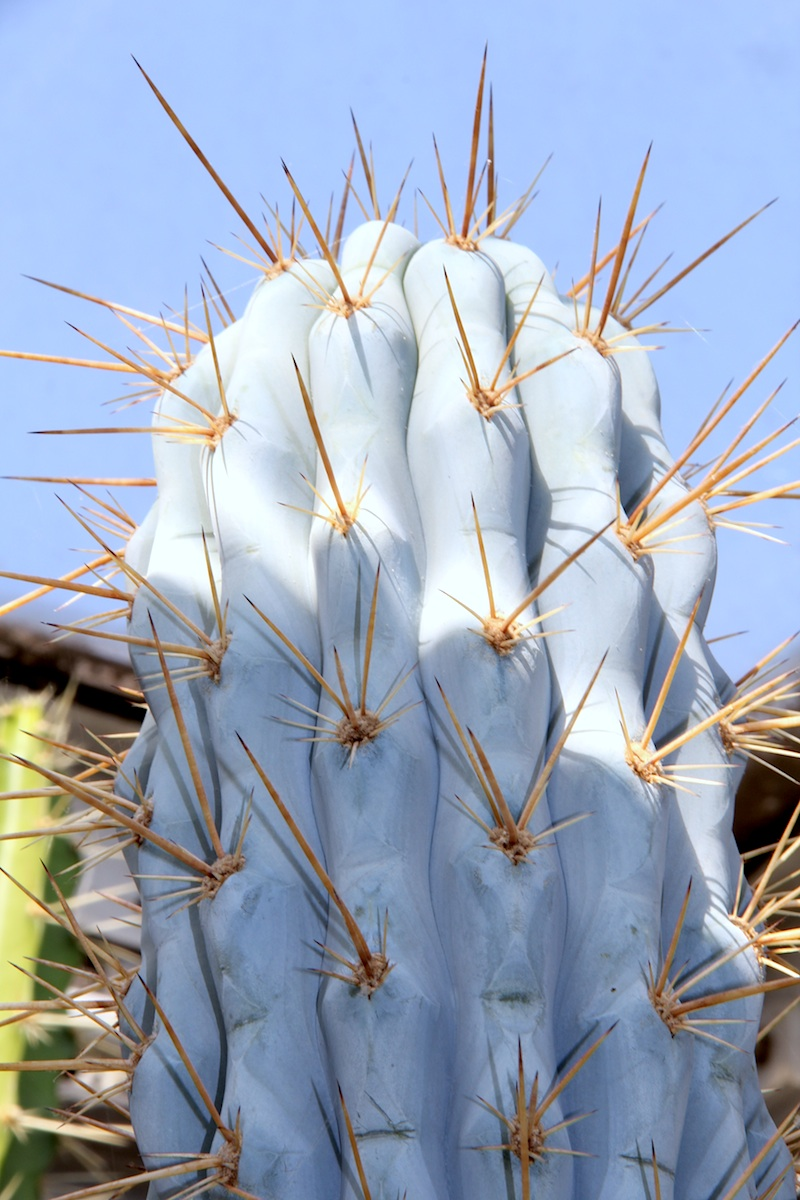
Browningia hertlingiana
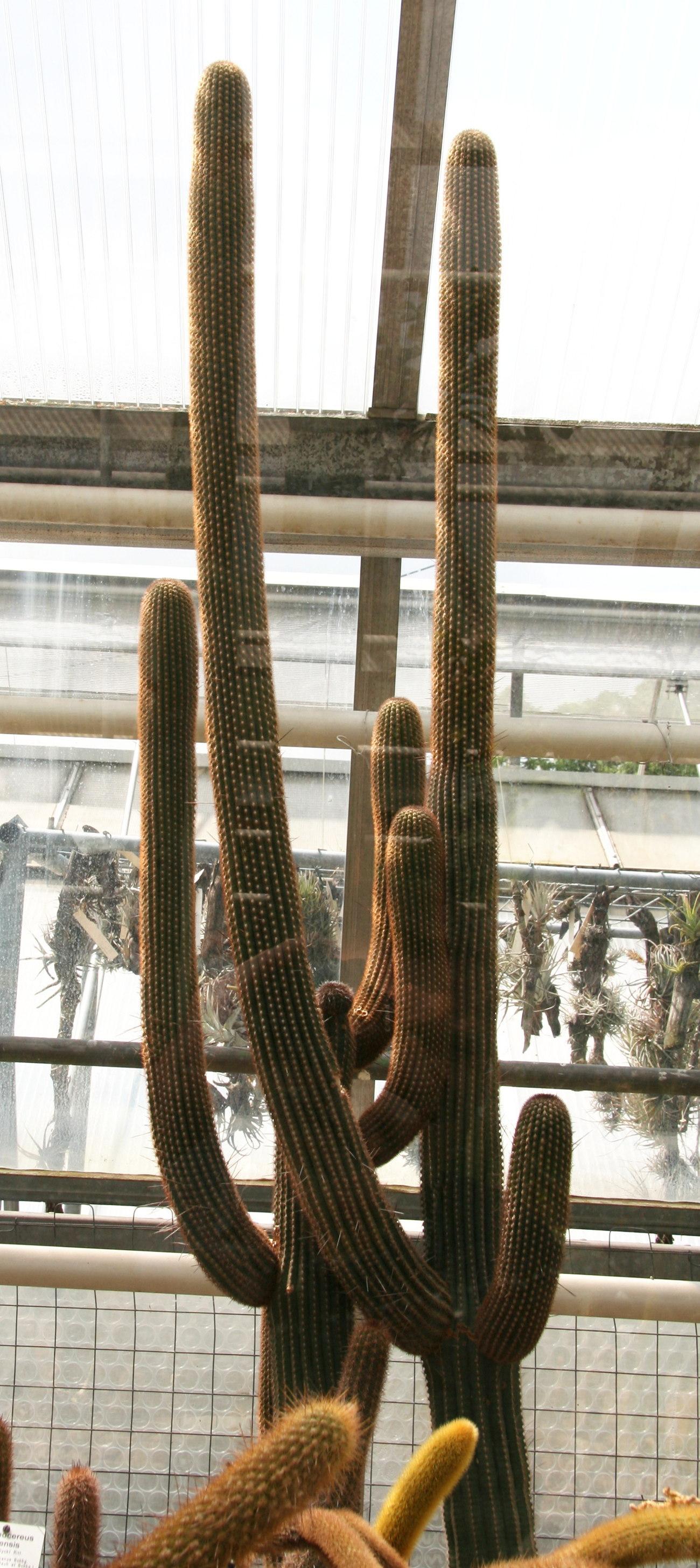
Browningia microsperma
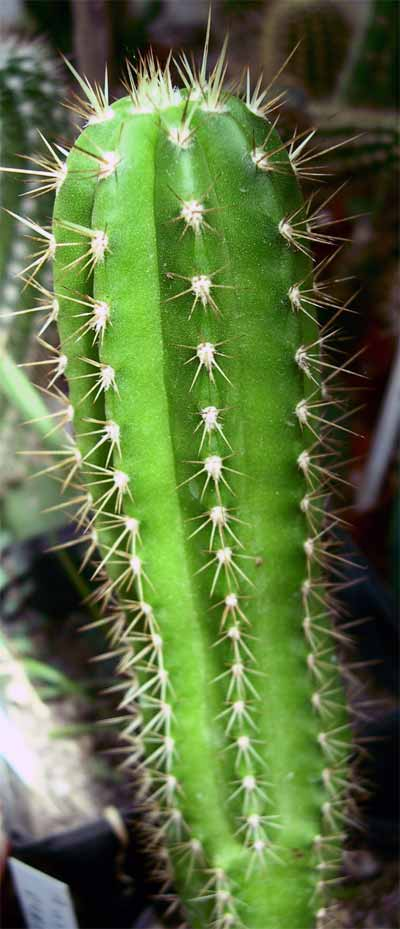
Browningia pileiffera